# Împăratul Ninkō
Împăratul Ninkō (japoneză 仁孝天皇; 16 martie 1800 – 21 februarie 1846) a fost al 120-lea împărat al Japoniei, potrivit ordinii tradiționale de succesiune. A domnit din 31 octombrie 1817 până în 21 februarie 1846.

## Genealogie
- Impărăteasa Takatsukasa Tsunako
  - Primul Prinț Imperial Yasuhito
  - Prima Prințesa Imperială Jihishin'in
- Impărăteasa Takatsukasa Yasuko
  - A Patra Prințesă Imperială Maninshu’in
- Concubina Imperială Ogimachi Tsuneko 
  - Al Doilea Prinț Imperial Yo
  - Al Patrulea Prinț Imperial Osahito
  - Al Șaselea Prinț Imperial Katsura-no-Miya Misahito
  - A Șaptea Prințesă Imperiala Kyo
- Concubina Imperială Kanroji Kiyoko
  - A Doua Prințesă Nori
  - A Treia Prințesă Imperială Katsura-no-Miyasumiko
  - Al Treilea Prinț Imperial Sano-miya
  - A Cincea Prințesă Imperială So
  - A Șasea Prințesă Imperială Tsune
- Concubina Imperială Hashimoto Tsuneko 
  - A Opta PrințesăKazu-no-miya Chikako
  - Al Șaptelea Prinț Tane
- Concubina Imperială Nakayama Isako
- Concubina Imperială Imaki Haruko
  - Al Cincilea Prinț Jōjakkō-in